# Beate Terfloth
Beate Terfloth (* 1958 in Hongkong, China) ist eine deutsche Künstlerin und Professorin für Zeichnung und Grafik an der Universität Mozarteum in Salzburg.

## Leben
Beate Terfloth lebte in ihrer Kindheit in verschiedenen Ländern Asiens und in Angola. Ihr Kunststudium absolvierte sie von 1978 bis 1986 an der  Hochschule der Künste Berlin bei Johannes Geccelli und an der Kunstakademie München bei Günter Fruhtrunk. Danach lebte sie sechs Jahre in Rom und lehrte für vier Jahre am National College of Arts in Lahore in Pakistan. Seit 1999 lebt sie hauptsächlich in Berlin. Seit 2009 ist sie  Professorin für Zeichnung und Grafik an der Kunstuniversität Mozarteum in Salzburg.
Sie ist Vorstandsmitglied im Kunstverein Salzburg.

## Werk
„... Skizzen, die in ihrer souveränen Aufgeräumtheit nur noch das Wesentliche festhalten ...“
2007 organisierte sie „Correspondence“ einen Trialog durch Arbeiten von Studierenden in Lahore, Harvard und der HfK Bremen.